# Bookmaker

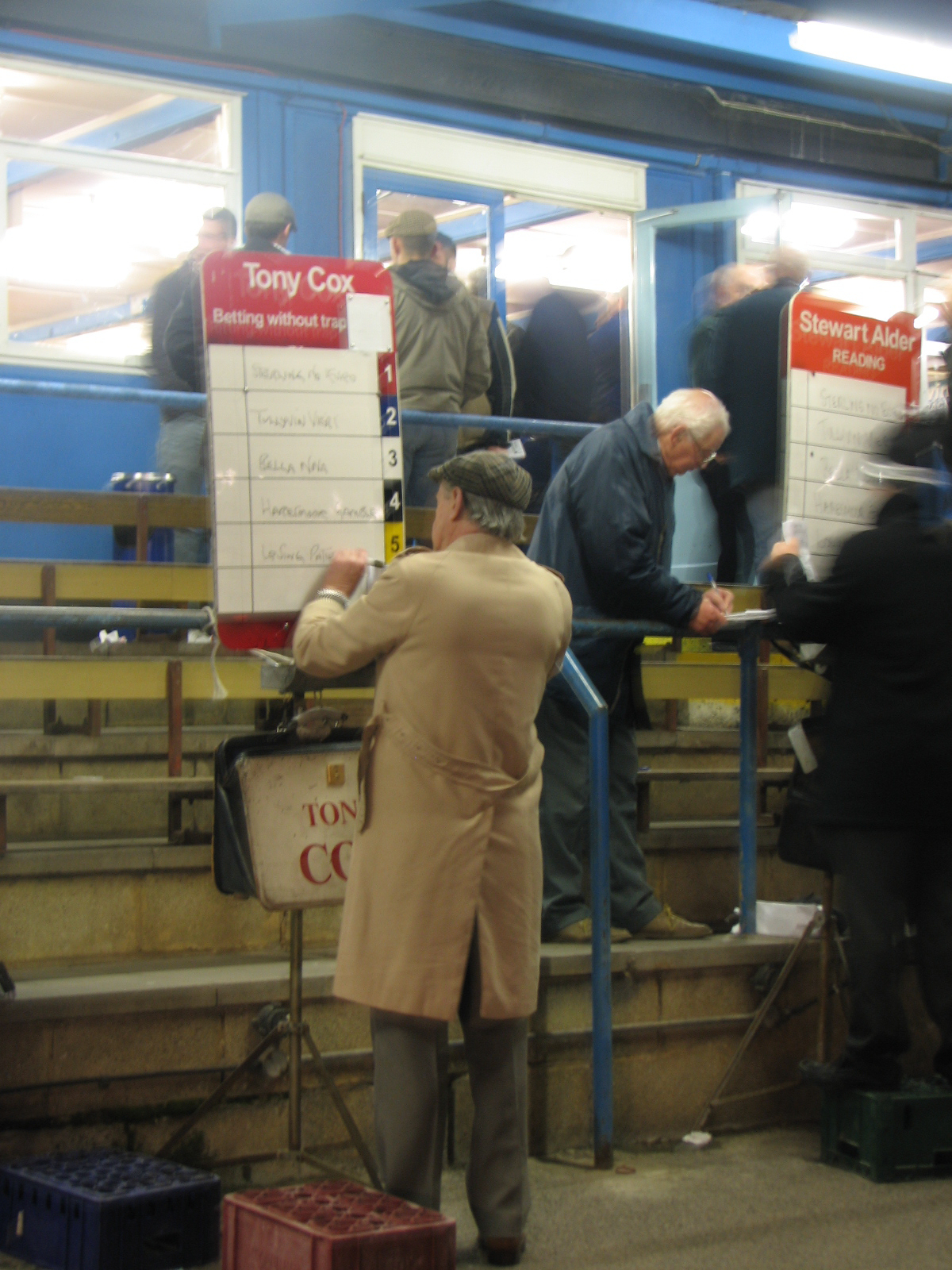
Un bookmaker à une course de chiens

Un bookmaker, ou bookmakeur (ou encore preneur de paris), souvent abrégé en « bookie » dans le monde anglophone,, est une personne morale ou physique permettant de parier de l'argent sur des évènements, le plus souvent sportifs.
Dans de nombreux pays, l'activité de bookmaker est interdite. Elle a été et reste de ce fait souvent pratiquée de manière illégale et « souterraine », dégageant d'immenses profits pour la pègre,,.

## Activité sur Internet
Au cours des dernières années, le phénomène des paris sportifs s'est développé de façon incontrôlable et exponentielle sur Internet, y compris sur des sites accessibles depuis la France et ce en contradiction avec le monopole de l'État sur les jeux établi par un édit du roi François Ier datant de 1539.
Un bookmaker est un établissement de jeu. Ils acceptent les paris en espèces et versent des gains sur divers événements sportifs, et les paris à la télévision, les événements politiques et culturels peuvent également être acceptés. Le bookmaker doit être un professionnel et doit parfaitement connaître le sport sur lequel les paris sont acceptés. Les bookmakers proposent une grande variété de types de paris avec la possibilité de placer des paris sur différents résultats d'événements. Dans le cas des matchs de football, les paris peuvent porter sur la victoire d'une équipe spécifique (paris sur le résultat), sur le nombre total de buts dans un match ou sur le nombre de buts d'une équipe (paris totaux), ou encore sur la différence dans le résultat final (paris avec un handicap). Dans le cas du basket-ball, du tennis et du hockey, les paris peuvent se fonder sur le nombre total de points, de matchs joués et de buts marqués.

### France
La législation française avait interdit l'exercice des bookmakers en France en raison du monopole des paris sportifs accordés à la Française des jeux et au PMU, mais la polémique juridique sur les paris sportifs est venue de la législation et de la jurisprudence européenne, qui étaient en contradiction avec la législation française.
Ainsi malgré les tentatives de l'État français de contrer les bookmakers (en témoigne l'arrestation en septembre 2006 des deux dirigeants de la société Bwin et leur mise en examen), le monopole a disparu au 1er janvier 2010 conformément à la législation européenne, et la France a autorisé à partir de cette date les sites de paris en ligne.
La loi no 2010-476 relative à l’ouverture à la concurrence et à la régulation du secteur des jeux d’argent et de hasard en ligne, publiée au Journal officiel du 13 mai 2010 est désormais applicable. Elle met de cette manière fin au monopole de la Française des jeux et autorise initialement onze bookmakers sur le territoire.
Concrètement, la loi prévoit d'autoriser l'exploitation de sites proposant des paris hippiques mutuels, des paris sportifs, et du poker. La loi subordonne la faculté pour un opérateur de proposer des jeux d'argent ou des paris en ligne, à l'obligation d'obtenir un agrément préalable auprès de l'Autorité nationale des jeux (ANJ).
En avril 2020, treize opérateurs étaient agréés en France.